# Oulad Frej

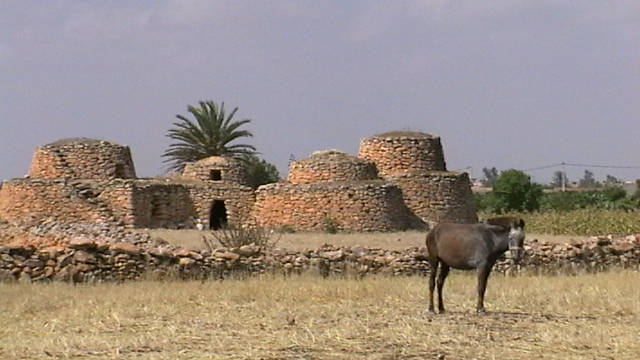
Feldsteinbauten (tazotas) in der Region um
Oulad Frej

Oulad Frej oder auch Had Ouled Frej (arabisch أولاد فرج; Zentralatlas-Tamazight ⵡⵍⴰⴷ ⴼⵕⵊ Wlad Fṛj) ist eine marokkanische Kleinstadt in der Provinz El Jadida in der Region Casablanca-Settat.

## Lage und Klima
Oulad Frej liegt in der leicht gewellten Agrarlandschaft der historischen Region Doukkala in einer Höhe von ca. 135 m. Die Entfernung nach El Jadida beträgt 47 km (Fahrtstrecke) in nordwestlicher Richtung; bis nach Casablanca sind es 118 km in nordöstlicher Richtung. Das Klima ist für marokkanische Verhältnisse eher gemäßigt; Regen (ca. 345 mm/Jahr) fällt nahezu ausschließlich im Winterhalbjahr.

## Bevölkerung
| Jahr      | 1994  | 2004   | 2014   | 2024   |
| Einwohner | 8.846 | 10.387 | 13.272 | 13.607 |

Der überwiegende Teil der Einwohner ist berberischer Abstammung und nach der Unabhängigkeit Marokkos aus den umliegenden Bergregionen zugewandert. Man spricht jedoch zumeist Marokkanisches Arabisch.

## Wirtschaft
Die Region ist in hohem Maße landwirtschaftlich geprägt, auch die Viehzucht spielt eine gewisse Rolle. Im Ort selbst gibt es Handwerker, Kleinhändler und andere Dienstleister.

## Geschichte
Wie in allen von Berbern bewohnten Gebieten des Maghreb gibt es keinerlei Informationen zur Geschichte des Ortes vor Beginn der Protektoratszeit. Wahrscheinlich war es nur ein Dorf mit etwa 1500 Einwohnern; erst nach der Unabhängigkeit Marokkos (1956) begann das zuwanderungsbedingte Bevölkerungswachstum des Ortes.

## Sehenswürdigkeiten
In der Region Doukkala finden sich etliche Gebäudekomplexe aus Feldsteinen (tazotas).

## Sonstiges
In der flachen Landschaft der Region wird immer noch die Falkenjagd betrieben.